# Elsa Labraña
Elsa Carolina Labraña Pino (Providencia, 19 de septiembre de 1974) se desempeñó como miembro de la Convención Constitucional de Chile en representación del distrito n°17, desde julio de 2021 hasta julio de 2022.

## Carrera política
Es trabajadora social e integra la organización eco-feminista «Colectivo de Mujeres de Curicó» que aborda temas de violencia de género y cuidado del medioambiente. Además forma parte de varios movimientos sociales como NO+AFP; Asamblea Constituyente; No al TPP-11; Ríos libres y Protección de las Semillas.
Entre sus ideas como constituyente, propone que la nueva Constitución debe ser un proceso que se trate de diálogo para establecer pisos de mutuo entendimiento. Una Constitución ecológica, feminista, plurinacional, democrática y “que ponga en el centro la vida”.

## Controversias
Enfrentó a la juez de la convención, Carmen Gloria Valladares, para interrumpir la ceremonia de instalación de la convención con carteles que tenían diversas consignas, dentro de la ceremonia se encontraban niños de una orquesta tocando el himno nacional de Chile, ante la incertidumbre por las protestas que se realizaban al exterior del edificio del Congreso Nacional, se tuvo que interrumpir la ceremonia por varios minutos. Sin embargo, entonces Labraña dijo que no había nada en su contra.
A días de la instalación de la convención Constitucional, habló de la posibilidad de cambiar el himno nacional y la bandera de Chile generando una fuerte polémica por dichos planteamientos, temas que dijo en Mentiras verdaderas, un programa del canal de televisión La Red.

## Historial electoral

### Elecciones de convencionales constituyentes de 2021
- Elecciones de convencionales constituyentes de 2021, para convencional constituyente por el distrito 17 (Curicó, Hualañé, Licantén, Molina, Rauco, Romeral, Sagrada Familia, Teno, Vichuquén, Talca, Constitución, Curepto, Empedrado, Maule, Pelarco, Pencahue, Río Claro, San Clemente y San Rafael)[19]

| Candidato                     | Pacto                            | Partido     | Votos  | %     | Resultados   |
| ----------------------------- | -------------------------------- | ----------- | ------ | ----- | ------------ |
| Roberto Celedón Fernández     | Apruebo Dignidad                 | Ind-FRVS    | 23.405 | 10,28 | Convencional |
| Bárbara Rebolledo Aguirre     | Vamos por Chile                  | Ind-Evópoli | 18.094 | 7,95  | Convencional |
| María Elisa Quinteros Cáceres | Asamblea Popular por la Dignidad | Ind         | 12.495 | 5,49  | Convencional |
| Alfredo Moreno Echeverría     | Vamos por Chile                  | Ind-UDI     | 11.334 | 4,98  | Convencional |
| Christian Viera Álvarez       | Lista del Apruebo                | Ind-DC      | 9.161  | 4,02  | Convencional |
| Antonio Walker Prieto         | Vamos por Chile                  | Ind-Evópoli | 8.739  | 3,84  |              |
| Elsa Labraña Pino             | La Lista del Pueblo              | Ind         | 7.375  | 3,24  | Convencional |
| Paola Grandón González        | Apruebo Dignidad                 | FRVS        | 1.199  | 0,53  | Convencional |